# Gare d'Åsen
La gare d'Åsen est une gare ferroviaire de Norvège située sur la commune de Levanger et desservie par la ligne du Nordland.

## Situation ferroviaire
Établie à 70.6 m d'altitude, la gare se situe à 61.40 km de Trondheim.

## Histoire
La gare fut ouverte en 1902. Comme la plupart des gares construites à cette époque dans le comté de Nord-Trøndelag, elle est l'œuvre de Paul Due. Le bâtiment de la gare actuelle date de 1944.

## Service des voyageurs

### Accueil
Il y a un parking d'une vingtaine de places et un parc à vélo.  Il n'y a pas de salle d'attente mais une aubette sur le quai. 

### Desserte
La gare est desservie - au rythme d'un train toutes les deux heures par direction - par la ligne locale reliant Lerkendal à Steinkjer et passant par Trondheim.